# Puerto de El Pireo
El puerto del Pireo es el mayor puerto marítimo de Grecia y, por tanto, uno de los mayores puertos en la cuenca del mar Mediterráneo, y uno de los diez mayores puertos de contenedores de Europa. El puerto es también uno de los principales creadores de puestos de trabajo en la región, con más de 1.500 empleos que provén servicios a más de 24.000 buques cada año. El puerto de El Pireo ha sido el puerto de Atenas desde la Antigüedad. Es donde antiguamente se hacían las exportaciones e importaciones de los griegos.

## Estadísticas
A 2007 el puerto del Pireo manejó 20.121.916 toneladas de carga y 1.373.138 TEUs, convirtiéndolo en el puerto de carga más activo en Grecia y el mayor puerto de contenedores en el Mediterráneo Oriental.
| Año             | 2007       |
| --------------- | ---------- |
| RoRo*           | 1.108.928  |
| Carga a granel* | 606.454    |
| Carga general*  | 6.278.635  |
| Contenedores*   | 12.127.899 |
| Total*          | 20.121.916 |

* cifras en toneladas

## Terminales

### Terminal de contenedores
La terminal tiene una capacidad de almacenamiento de 900.000 m² y una capacidad de tráfico anual de en torno a 1,8 millones de TEUs.
La terminal de contenedores tiene dos muelles con una longitud total de 2,8 km, una superficie de almacenamiento de 626.000 m² y una capacidad anual de 1,6 - 1,8 millones de TEUs.
Muelle I en la actualidad se está expandiendo y cuando sea completado en 2009 aumentará la capacidad de tráfico de contenedores en 1.000.000 de TEUs.
Muelle II también se está haciendo más grande conforme el agua baja y tendrá una capacidad de tráfico de contenedores de 1.000.000 en 2012.
Existen planes para construir otro muelle, Muelle III que cuando sea completado en 2015 tendrá una alta un sistema de apilamiento de contenedores de alta densidad con una capacidad anual de 1.000.000 TEUs.

### Terminal de carga

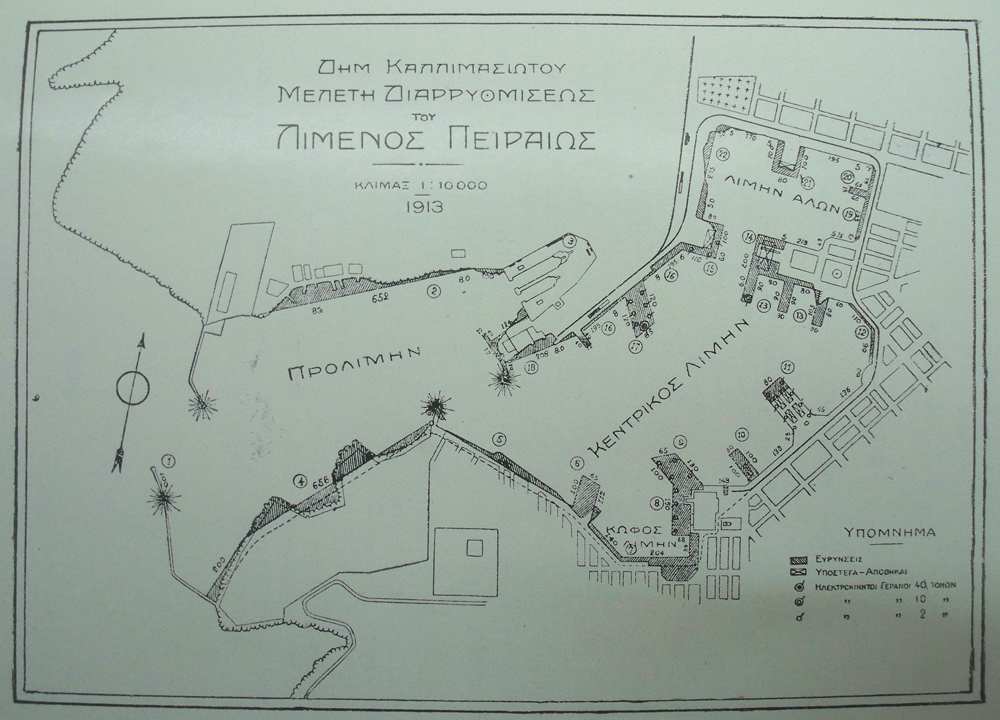
Planes de 1913 para el puerto del Pireo.

La terminal de carga tiene una superficie de almacenamiento de 180.000 m² y una capacidad de tráfico anual de 25.000.000 de toneladas.

### Terminal de automóviles
El puerto del Pireo tiene tres terminales de automóviles con una longitud total de 1,4 km, una superficie de 180.000 m², una capacidad de almacenamiento de 12.000 vehículos y una capacidad de trasbordo de 670.000 unidades por año.
En 2007 la terminal de automóviles manejó 260.605 camiones, 612.840 automóviles y 9.920 autobuses.

### Terminal de pasajeros

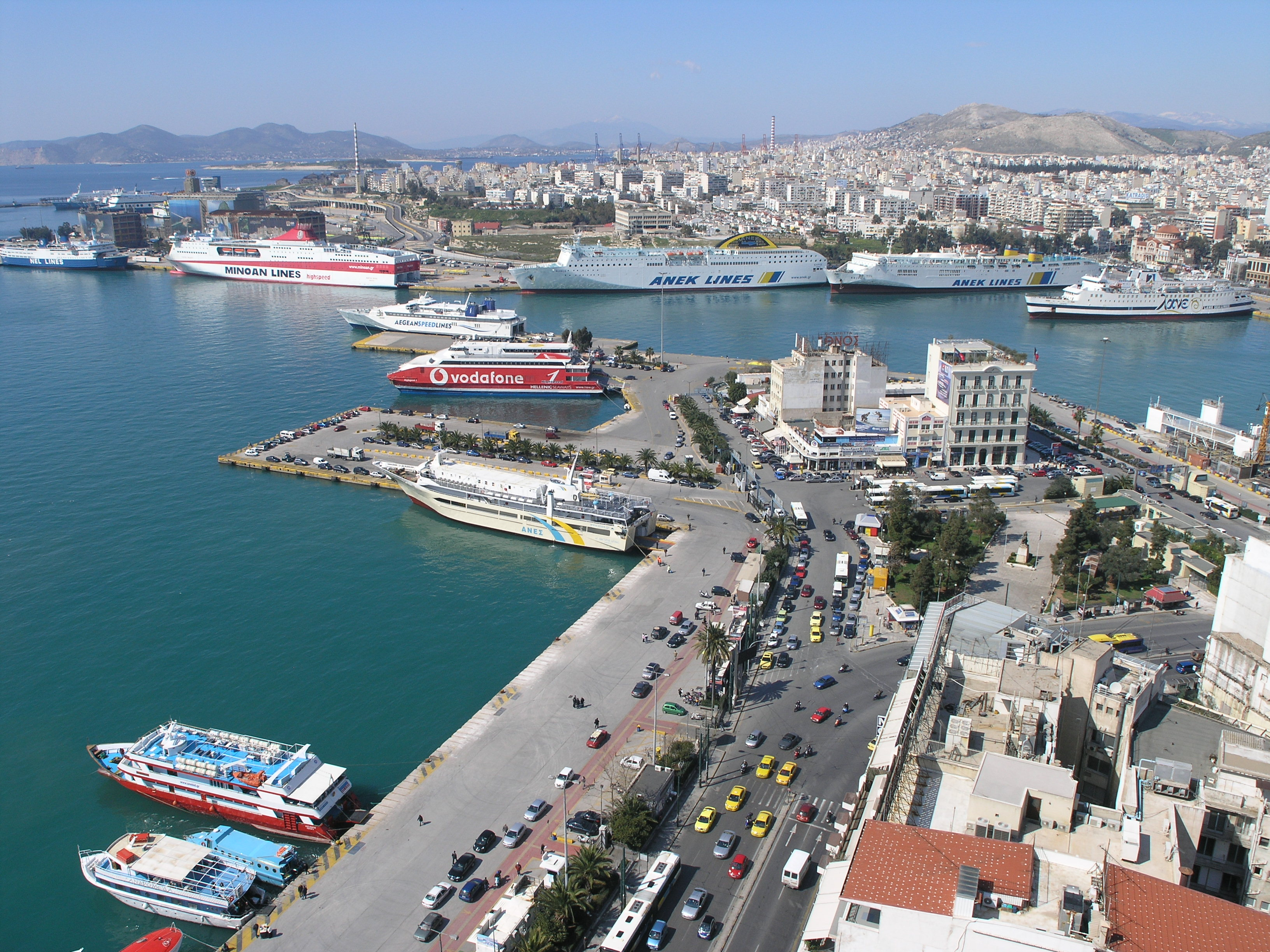
La terminal de pasajeros del puerto del Pireo.

El puerto del Pireo es el mayor puerto de pasajeros de Europa y uno de los mayores puertos de pasajeros del mundo con un tráfico total de 21.522.917 personas en 2007.
| Años                  | 2003       | 2004       | 2005       | 2006       | 2007       |
| --------------------- | ---------- | ---------- | ---------- | ---------- | ---------- |
| Pasajeros domésticos  | 11.713.269 | 11.159.274 | 11.484.763 | 11.668.647 | 11.572.678 |
| Pasajeros de ferry    | 8.397.292  | 8.393.053  | 7.977.880  | 7.636.426  | 8.395.492  |
| Pasajeros extranjeros | 823.339    | 757.552    | 925.782    | 1.202.190  | 1.554.747  |
| Tráfico total         | 20.933.900 | 20.255.879 | 20.388.425 | 20.507.263 | 21.522.917 |